# Бунвілл (Нью-Йорк)
Бунвілл (англ. Boonville) — місто (англ. town) в США, в окрузі Онейда штату Нью-Йорк. Населення — 4518 осіб (2020).

## Демографія
Згідно з переписом 2010 року, у місті мешкало 4555 осіб у 1873 домогосподарствах у складі 1212 родин. Було 2289 помешкань
Расовий склад населення:
| - 98,6 % — білих - 0,3 % — азіатів - 0,2 % — корінних американців - 0,2 % — чорних або афроамериканців |

До двох чи більше рас належало 0,6 %. Частка іспаномовних становила 0,6 % від усіх жителів.
За віковим діапазоном населення розподілялося таким чином: 21,3 % — особи молодші 18 років, 59,7 % — особи у віці 18—64 років, 19,0 % — особи у віці 65 років та старші. Медіана віку мешканця становила 44,1 року. На 100 осіб жіночої статі у місті припадало 96,3 чоловіків;  на 100 жінок у віці від 18 років та старших — 96,0 чоловіків також старших 18 років.
Середній дохід на одне домашнє господарство  становив 67 705 доларів США (медіана — 58 346), а середній дохід на одну сім'ю — 73 694 долари (медіана — 65 057). Медіана доходів становила 50 286 доларів для чоловіків та 39 688 доларів для жінок. За межею бідності перебувало 15,6 % осіб, у тому числі 21,4 % дітей у віці до 18 років та 9,1 % осіб у віці 65 років та старших.
Цивільне працевлаштоване населення становило 1927 осіб. Основні галузі зайнятості: освіта, охорона здоров'я та соціальна допомога — 26,9 %, виробництво — 13,4 %, роздрібна торгівля — 9,9 %, сільське господарство, лісництво, риболовля — 6,7 %.